# Mule Jenny

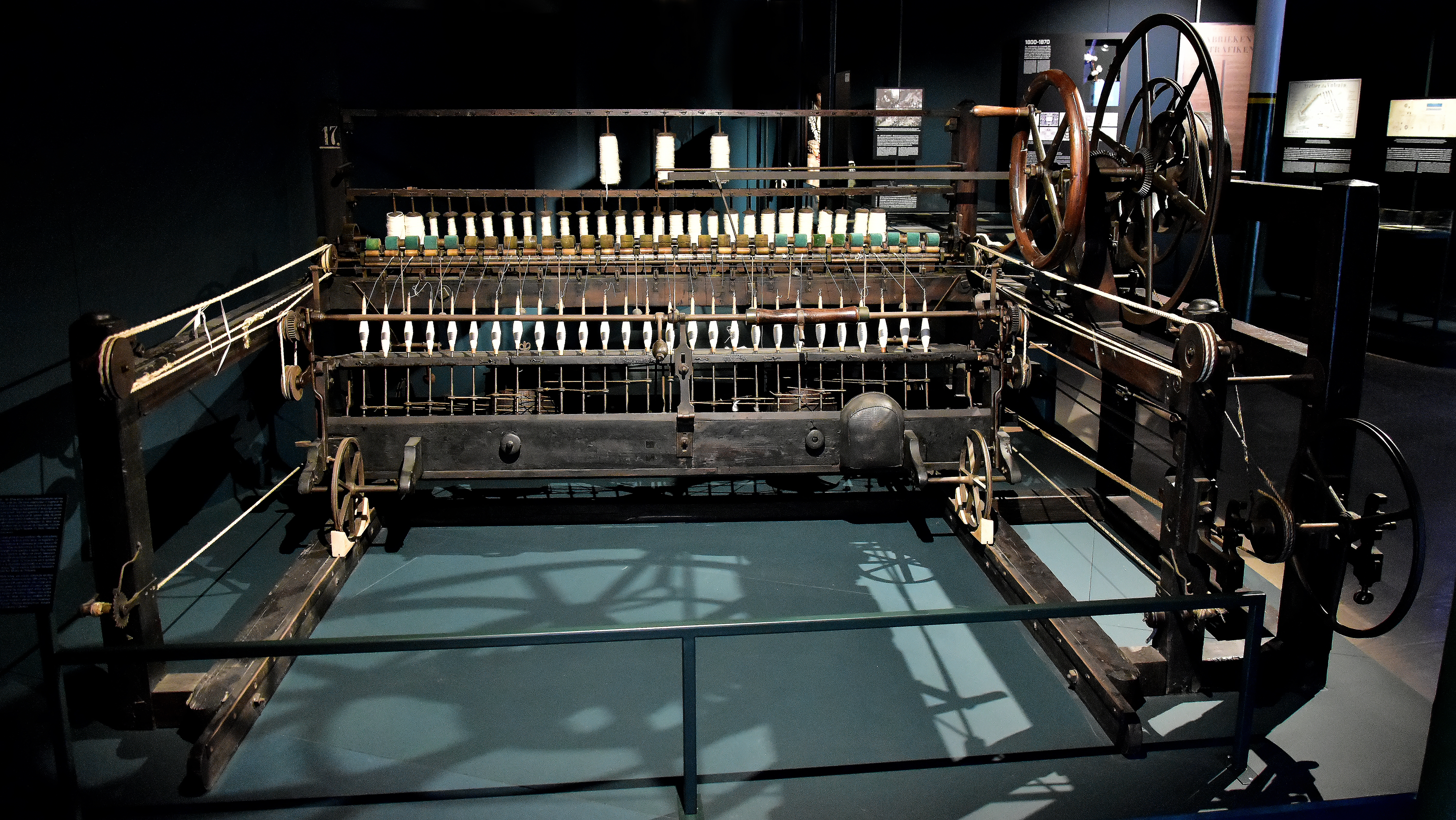
Mule Jenny in het Industriemuseum Gent

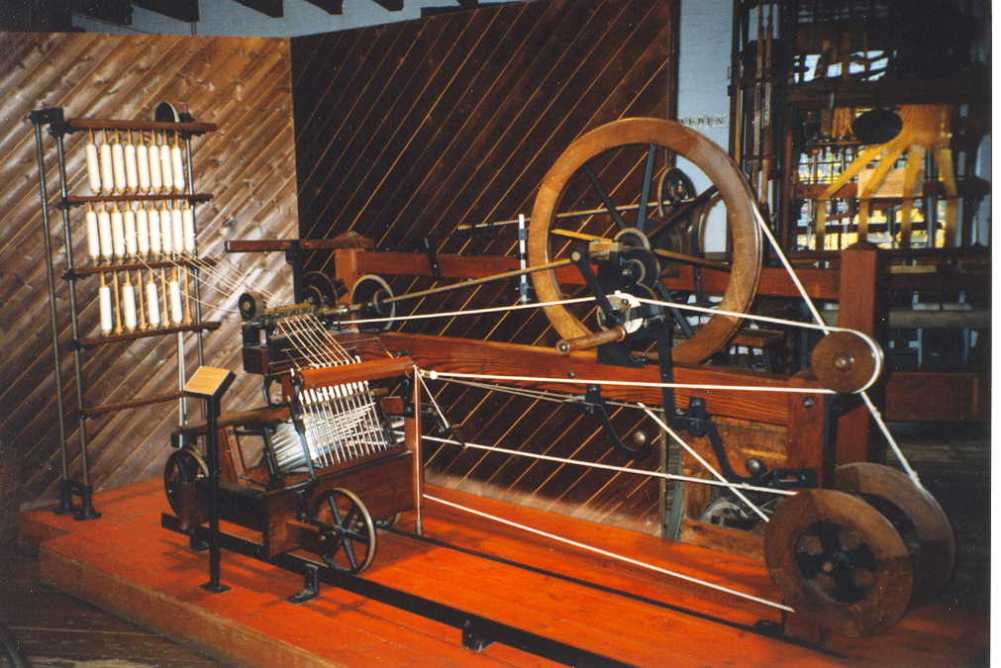
Replica van een Mule Jenny

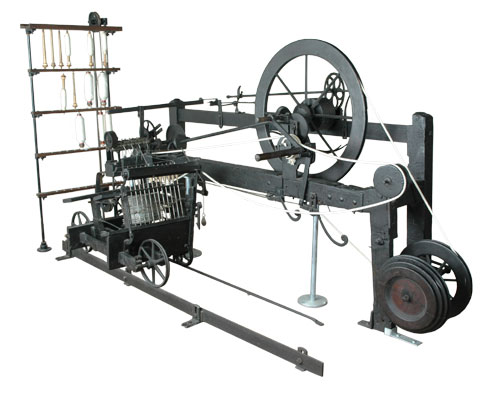
Originele Mule Jenny gebouwd door Samuel Crompton. Museum van Bolton in Engeland

De Mule Jenny (of Spinning Mule) was een spintoestel, uitgevonden rond 1779 in Engeland. Het toestel werd uitgevonden door Samuel Crompton, ten tijde van de Industriële revolutie, die niet lang daarvoor begonnen was in het Verenigd Koninkrijk.

## Uitvinding
Voor de uitvinding van de Mule Jenny moest men zich behelpen met het Waterframe, uitgevonden door Richard Arkwright en de Spinning Jenny, uitgevonden door James Hargreaves. Het nadeel aan de Spinning Jenny, die al dateerde van 1764, was dat die enkel fijne breekbare draad kon spinnen, die enkel geschikt was voor de inslag. In 1769 volgde een verbetering met de uitvinding van de Waterframe, die werkte op waterkracht, maar die kon enkel grove, sterke draad spinnen, die geschikt was voor schering. In 1779 ten slotte, werd een combinatie van beide machines ontwikkeld, de Mule Jenny, die zowel sterkere als fijnere draden kon spinnen, nodig voor het weven van puur katoenproducten. Men was niet meer afhankelijk van een linnen ketting(schering). Alles in een ontwikkeling naar een grotere garenproductie om de veel grotere vraag naar weefsels bij te houden. Het duurde nog tot 1780 echter vooraleer spintoestellen aangedreven werden met stoomkracht.

## Verspreiding
De Britse regering beschermde de technologische voorsprong van haar industrie door een verbod op het uitvoer van de machines en op de emigratie van het gekwalificeerde personeel dat ze kon bedienen. Het lukte de Zuid-Nederlandse ondernemer Lieven Bauwens in 1798 de onderdelen van een Mule Jenny het land uit te smokkelen onder de dekmantel van een handel in koloniale waren, wat hem op een terdoodveroordeling in Groot-Brittannië kwam te staan. Bauwens slaagde er vervolgens in de constructie en werking van de machine te doorgronden en ze te reproduceren. Hij richtte ateliers in voor de constructie van de spinmachines, waarna de machines in gebruik werden genomen in fabrieken in Passy (Parijs) en Gent. Hiermee stond hij aan de basis van de industriële revolutie in België, en meer bepaald van de textielindustrie in het Gentse.

## Mule Jenny in het museum
De Mule Jenny kan men bezichtigen in het Industriemuseum dat gevestigd is in een voormalige Gentse katoenspinnerij.
Ook in Langogne in Frankrijk is zo'n machine (die nog functioneert) te bezichtigen.
Een goed geconserveerde fabriek, de Quarry Bank Mill,  is als industrieel erfgoed bewaard gebleven in Styal, Cheshire, in Engeland. Dit is een voorstadje van Manchester, ca. 20 km ten zuidwesten van het centrum.